# Cultura de Shulaveri-Shomu
A cultura de Shulaveri-Shomu (em georgiano:  შულავერი-შომუთეფეს კულტურა) é uma cultura do neolítico que existiu no território da actual Geórgia, Azerbaijão e da Arménia.
O nome "Shulaveri-Shomu" vem da vila de Shulaveri, na Geórgia, antigamente conhecida como Shaumiani, e Shomu-Tepe.

## Contexto
A cultura de Shulaveri antecede a cultura de Cura-Araxes que floresceu nesta área por volta de 4000–2200 a.C. Mais tarde na Idade de Bronze média (c. 3000–1500 a.C.), a cultura de Trialécia emergiu. A cultura Sioni da Geórgia oriental pode muito bem representar a transição desde a cultura de Shulaveri até o complexo cultural de Kura-Araxes.

## Cultura material
Cerca de 6000–4200 a.C. a cultura Shulaveri-Shomu e outras culturas neolíticas do Cáucaso meridional estavam a usar pedras obsidianas para ferramentas; estavam a criar gado e porcos, a aumentar os cultivos, incluindo uvas.

## Primeiros vinhais
A primeira evidência de vinhais cultivados no mundo foi descoberta na "área Shulaveri", perto do sítio de Shulaveri gora, no município de Marneuli, no sueste da República da Geórgia. Específicamente, as evidências mais recentes provêm da Gadachrili gora, perta da aldeia de Imiri na mesma região; a datação por carbono data a 6000 a.C.

## Ligações geográficas
Muitos dos traços característicos da cultura material shulaveriana, por ejemplo, olaria, figuras femininas antropomórficas, indústria obsidiana) acham-se originários do Neolítico do Médio Oriente (Hassuna, Halaf).